# Кенія (королівство Співдружності)
Кенія — колишня країна, котра була конституційною (парламентарною) монархією у складі Співдружності, з королевою Єлизаветою II як главою держави. Попередниця сучасної держави Кенія.

## Історія
Територія держави перебувала під британським управлінням до 1963 року, коли Акт британського парламенту трансформував колонію у незалежну суверенну державу на чолі з Британським монархом. Голова держави одночасно також був очільником інших країн-членів Співдружності, його роль виконував призначений Генерал-губернатор.
У країні діяла система демократії на чолі з очільником уряду — Прем'єр-міністром. У 1964 році систему було змінено запровадженням нової Конституції, королівство проголошувалося республікою, але новоутворена держава зберегла за собою членство у Співдружності націй.